# 第14ヘリコプター海上戦闘飛行隊 (アメリカ海軍)
第14ヘリコプター海上戦闘飛行隊（だい14ヘリコプターかいじょうせんとうひこうたい、英: Helicopter Sea Combat Squadron 14、略称：HSC-14）は、アメリカ海軍太平洋艦隊ヘリコプター海上戦闘航空団隷下のヘリコプター部隊。愛称はチャージャーズ（英: Chargers）。1984年7月10日に第14ヘリコプター対潜飛行隊（英: Helicopter Anti-Submarine Squadron 14、略称：HS-14）としてカリフォルニア州ノースアイランド海軍航空基地で編成され、2013年7月に第14ヘリコプター海上戦闘飛行隊へ改編された。カリフォルニア州ノースアイランド海軍航空基地に所在し、空母「エイブラハム・リンカーン（USS Abraham Lincoln, CVN-72）艦載の第9空母航空団を構成する飛行隊になっている。多用途ヘリコプターとしてMH-60Sを運用する。

## 歴代運用機
- 哨戒ヘリコプター
  - SH-3H
  - SH-60F
- 救難ヘリコプター
  - HH-60H
- 多用途ヘリコプター
  - MH-60S

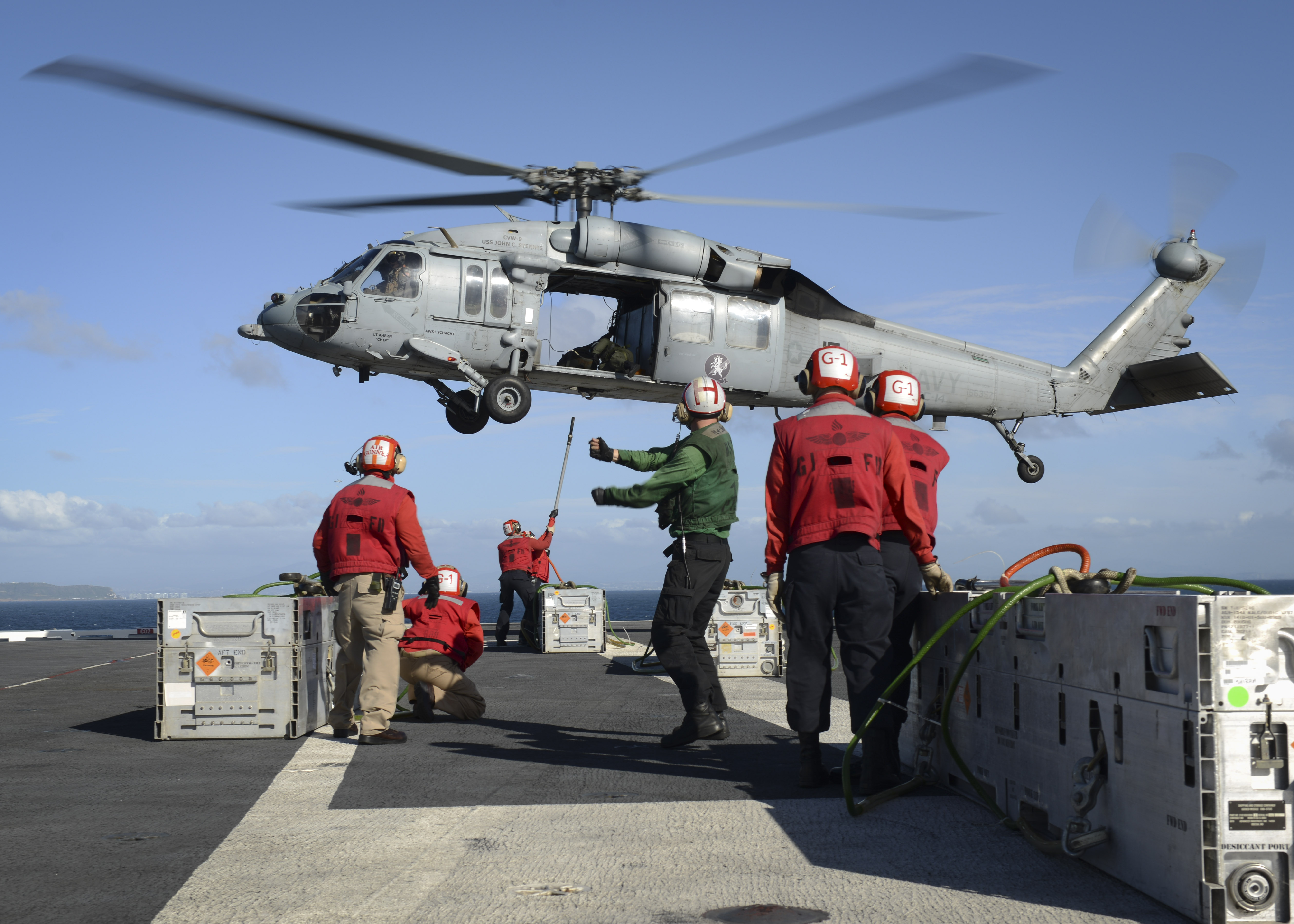
HSC-14が運用するMH-60S